# Strażnicy marzeń
Strażnicy marzeń (ang. Rise of the Guardians) – amerykański film animowany z 2012 roku w reżyserii Petera Ramseya. Wyprodukowany przez Paramount Pictures. Film został wykonany w technice trójwymiarowej.
Światowa premiera filmu miała miejsce 10 października 2012 roku podczas Festiwalu Filmowego Mill Valley w Kalifornii. W Polsce oficjalna premiera odbyła się 4 stycznia 2013 roku, choć film był już wyświetlony na ekranach polskich kin 6 grudnia 2012 roku z okazji mikołajek.

## Fabuła
Mrok – zły duch z krainy baśni – zamierza zawładnąć całym światem. Powstrzymać go mogą tylko Strażnicy: Święty Mikołaj (zwany Northem), Piaskowy Ludek, Zębowa Wróżka oraz Zając Wielkanocny. Księżyc wyznacza im natomiast nowego strażnika, figlarza i urwisa-Jacka Mroza. Ten jednak nie chce współpracować, gdyż wie że ludzie nie wierzą w niego. Mrok jednak zdobywa nową moc i przejmuje władzę nad snami dzieci. Jack wraz z pozostałą czwórką strażników, podejmuje się walki z Mrokiem o wiarę i marzenia dzieci.

## Obsada
- Chris Pine – Jack Frost
- Jude Law – Pitch Black
- Alec Baldwin – Nicholas St. North
- Hugh Jackman – E. Aster Bunnymund
- Isla Fisher –  Toothiana
- Dakota Goyo – Jamie

### Wersja polska
- Paweł Ciołkosz – Jack Mróz
- Przemysław Stippa – Mrok
- Piotr Bąk – North
- Tomasz Borkowski – Zając Wielkanocny
- Barbara Kałużna – Zębowa Wróżka
- Jakub Dobek – Jamie